# Feiertage in Tansania
Folgende Feiertage werden in Tansania begangen:
| Datum        | Name                                    | Anmerkungen |
| 1. Januar    | Neujahrstag                             | |
| 12. Januar   | Sansibar-Revolutionstag                 | Jahrestag vom Sturz des Sultans von Sansibar 1964 (Sansibar Revolution, Mapinduzi Day)                             |
| verschieden  | Mawlid an-Nabi                          | islamischer Feiertag zu Ehren des Geburtstages von Mohammed                                                        |
| verschieden  | Karfreitag                              | Gedenktag des Todes Jesu                                                                                           |
| März, April  | Ostermontag                             | |
| 7. April     | Scheich Abeid Amani Karume Tag          | Gedenktag an die Ermordung von Vizepräsident Scheich Abeid Karume.                                                 |
| 26. April    | Unionstag                               | Gedenktag an die Vereinigung von Sansibar und Tanganjika in die Vereinigte Republik von Tansania, 1964 (Union Day) |
| 1. Mai       | Tag der Arbeit                          | |
| 7. Juli      | Saba Saba (Gewerbetag)                  | Tag der Kleinbauern, Gründung der ersten Partei Tansanias                                                          |
| 8. August    | Nane Nane (Bauerntag)                   | |
| 14. Oktober  | Nyerere-Tag                             | Todestag von Julius Nyerere und Höhepunkt des “Uhuru Torch Race”                                                   |
| verschieden  | Fest des Fastenbrechens (Īd al-fitr)    | Das Ende von Ramadan                                                                                               |
| verschieden  | Islamisches Opferfest (Īd ul-Adha)      | Generalversammlung der Mekka-Pilger auf dem Berg Arafat – die Versammlung bildet den Höhepunkt der Pilgerfahrt     |
| 9. Dezember  | Unabhängigkeitstag                      | Tanganjika erhält am 9. Dezember 1961 die Unabhängigkeit vom Vereinigten Königreich                                |
| 25. Dezember | Weihnachten                             | Gedenktag der Geburt Jesu                                                                                          |
| 26. Dezember | Zweiter Weihnachtsfeiertag (Boxing Day) | |